# 盧夢麟
盧夢麟，山西平陽府洪洞县人。明朝政治人物、進士出身。

## 生平
萬曆七年（1579年）己卯科山西鄉試舉人，十七年（1589年）登己丑科進士，授河内县知县，入爲吏部主事、郎中，升青州府知府，擢副使。

## 家族
父卢国光，貢士。